# Holden (Utah)
Holden – miasto w Stanach Zjednoczonych, w stanie Utah, w hrabstwie Millard.